# Harald Ettl

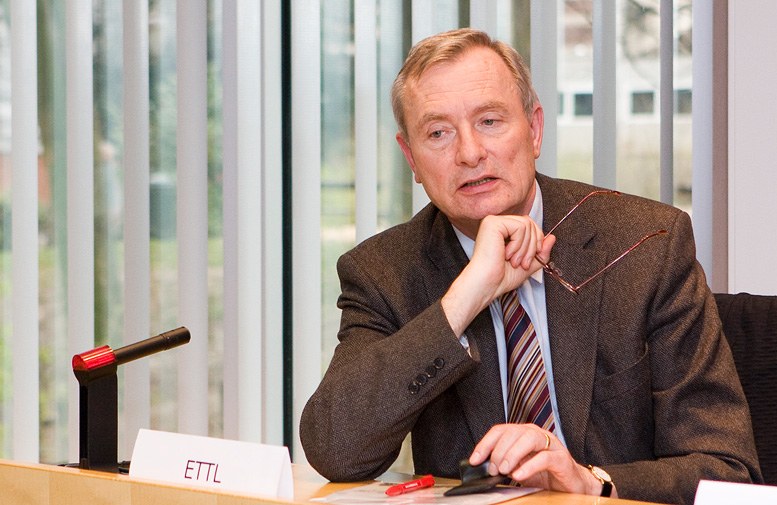
Harald Ettl, Brüssel 2008.

Harald Ettl (* 7. Dezember 1947 in Gleisdorf) ist ein österreichischer Politiker (SPÖ). Er war von 1989 bis 1992 Gesundheitsminister und von 1996 bis 2009 Mitglied des Europäischen Parlaments.

## Leben
Von 1969 bis 1971 war Harald Ettl technischer Angestellter der Firma Karl Eybl, einer Teppichfabrik in Ebergassing. Die folgenden beiden Jahre war er Gewerkschaftssekretär der Gewerkschaft Textil, Bekleidung, Leder. Von 1973 bis 1984 schloss sich eine Tätigkeit als Zentralsekretär an.
1989–1991 war Ettl Bundesminister für Gesundheit und Öffentlicher Dienst, in den Jahren 1991/1992 Bundesminister für Gesundheit, Sport und Konsumentenschutz. 
Von 1984 bis 2000 war er zudem Vorsitzender der Gewerkschaft Textil, Bekleidung und Leder. Bis zum heutigen Tag ist er Vizepräsident der Gewerkschaft Metall-Textil-Nahrung. 
Von 1996 bis 2009 war Harald Ettl Mitglied des Europäischen Parlaments.
Ettl war stellvertretender Obmann der Allgemeinen Unfallversicherungsanstalt von 1978 bis 1989. Im selben Zeitraum war er Vorsitzender des Sektionsausschusses Unfallversicherung im Hauptverband der österreichischen Sozialversicherungsträger. Von 1987 bis 1999 war Ettl Vorsitzender des EU-Ausschusses im ÖGB, in den Jahren 1995 und 1996 Mitglied des Wirtschafts- und Sozialausschusses der EU. In den Jahren 1993 bis 2001 war er Obmann des Vereins für Konsumenteninformation, seit 2000 ist er Vize-Vorsitzender der Gewerkschaft Metall-Textil, nunmehr Metall-Textil-Nahrung und seit auch 2004 Vizepräsident der Internationalen Textil-, Bekleidungs- und Lederarbeiter-vereinigung (ITBVL).

## Arbeitsschwerpunkte im Europäischen Parlament
Ettl ist im Europäischen Parlament Mitglied in den Ausschüssen für soziale Angelegenheiten und Beschäftigung und im Ausschuss für Wirtschaft und Währung. Er hatte einen Sitz im Untersuchungsausschuss zum Zusammenbruch der „Equitable Life Assurance Society“, war unter anderem ist Mitglied in der Delegation des Gemischten Parlamentarischen Ausschusses EU-Bulgarien sowie der Delegation für die Beziehungen der EU zu den Maschrik-Ländern. Derzeit ist er über die Tätigkeiten in den Parlamentsausschüssen hinaus Mitglied der Delegation für die Beziehungen zu Indien.

## Auszeichnungen
- 1992: Großes Goldenes Ehrenzeichen am Bande für Verdienste um die Republik Österreich[1]